# Karakterblokk
A karakterblokk olyan pontok halmaza, mely egy adott karaktert épít fel. A hagyományos VDU-kijelzők egy, a képernyőn végigpásztázó fénypontot használnak a kép megjelenítésére. A képernyőn látható karakterforma úgy alakul ki, hogy a kívánt pontok fényességét fokozzák a pásztázás során. Tehát minden karakter pontokból áll, az egy karakterhez tartozó ponthalmazt nevezzük karakterblokknak. A karakterblokkot magassága és szélessége jellemzi. Egy tipikus blokkot 15x9 pont épít fel, a pontmátrixprinterek azonban sokszor ennél kevesebb pontot nyomtatnak karakterenként, például draft módban 7x5-öt.